# Hokurikudō
Hokurikudō (jap. 北陸道 pol. dosł. „północny obwód lądowy” lub „północny region lądowy”) – japoński termin geograficzny. Określa zarówno starożytny podział kraju, jak i główną drogę przez stary region geograficzny Japonii. Oba znajdowały się wzdłuż północno-zachodniego krańca Honsiu.

Hokurikudō

Region ten obejmował następujące prowincje:
- Prowincja Wakasa
- Prowincja Kaga
- Prowincja Noto
- Prowincja Echizen
- Prowincja Etchū
- Prowincja Echigo
- Prowincja Sado